# Куп шест нација 2014.
Куп шест нација 2014. (службени назив: 2014 RBS 6 Nations) је било 120. издање овог најелитнијег репрезентативног рагби такмичења Старог континента, а 15. од проширења Купа пет нација на Куп шест нација.
Такмичење спонзорисано од Краљевске банке Шкотске, освојила је Ирска због боље поен разлике у односу на Енглеску. Један од најбољих рагбиста свих времена, генијални Брајан О'Дрискол опростио се од дреса Ирске након победе над Француском у Паризу.

## Учесници
Напомена:
Северна Ирска и Република Ирска наступају заједно.
|   | Селекција                      | Стадион                             | Селектор          | Капитен       |
| - | ------------------------------ | ----------------------------------- | ----------------- | ------------- |
| 1 | Рагби репрезентација Италије   | Стадион Олимпико, Рим (73 261)      | Жак Брунел        | Серђо Парисе  |
| 2 | Рагби репрезентација Француске | Стад де Франс, Париз (81 338)       | Филип Сент-Андре  | Паскал Папе   |
| 3 | Рагби репрезентација Енглеске  | Стадион Твикенам, Лондон (82 000)   | Стјуарт Ланкастер | Крис Робшо    |
| 4 | Рагби репрезентација Шкотске   | Стадион Марифилд, Единбург (67 144) | Скот Џонсон       | Кели Браун    |
| 5 | Рагби репрезентација Велса     | Стадион Миленијум, Кардиф (74 500)  | Ворен Гатланд     | Сем Ворбертон |
| 6 | Рагби репрезентација Ирске     | Стадион Авива, Даблин (51 700)      | Џо Шмит           | Пол О'конел   |

## Такмичење

### Прво коло
Велс - Италија 23-15
Француска - Енглеска 26-24
Ирска - Шкотска 28-6

### Друго коло
Ирска - Велс 26-3
Шкотска - Енглеска 0-20
Француска - Италија 30-10

### Треће коло
Велс - Француска 27-6
Италија - Шкотска 20-21
Енглеска - Ирска 13-10

### Четврто коло
Ирска - Италија 46-7
Шкотска - Француска 17-19
Енглеска - Велс 29-18

### Пето коло
Италија - Енглеска 11-52
Велс - Шкотска 51-3
Француска - Ирска 20-22

## Табела
|   | Селекција                      | ИГ | Д | Н | И | ПД  | ПП  | ПР   | ЕД | Б |  |
| - | ------------------------------ | -- | - | - | - | --- | --- | ---- | -- | - |  |
| 1 | Рагби репрезентација Ирске     | 5  | 4 | 0 | 1 | 132 | 49  | +83  | 16 | 8 |  |
| 2 | Рагби репрезентација Енглеске  | 5  | 4 | 0 | 1 | 138 | 65  | +73  | 14 | 8 |  |
| 3 | Рагби репрезентација Велса     | 5  | 3 | 0 | 2 | 122 | 79  | +43  | 11 | 6 |  |
| 4 | Рагби репрезентација Француске | 5  | 3 | 0 | 2 | 101 | 100 | +1   | 9  | 6 |  |
| 5 | Рагби репрезентација Италије   | 5  | 1 | 0 | 4 | 47  | 138 | -91  | 4  | 2 |  |
| 6 | Рагби репрезентација Шкотске   | 5  | 0 | 0 | 5 | 63  | 172 | -109 | 7  | 0 |  |

| Победник Купа шест нација 2014.       |
| ------------------------------------- |
| Рагби репрезентација Ирске 12. титула |

## Индивидуална стастика
Највише поена
- Џони Секстон 66, Ирска
- Овен Фарел 64, Енглеска
- Ли Халфпени 51, Велс
- Жан Марк Досан 27, Француска
- Максим Машенад 26, Француска

Највише есеја
- Мајк Браун 4, Енглеска
- Џони Секстон 4, Ирска
- Џорџ Норт 3, Велс
- Јоан Уже 3, Француска
- Лутер Барел 3, Енглеска